# Маза, Жак Франсуа Марк
Жак Франсуа Марк Маза (фр. Jacques François Marc Mazas; 1765—1805) — французский военный деятель, полковник (1795 год), участник революционных и наполеоновских войн. Имя полковника выбито на Триумфальной арке в Париже. Также во французской столице в 12-м округе есть площадь его имени.

## Биография
Родился в семье производителя шляп Гийома Маза (фр. Guillaume Mazas; 1737—1795) и его супруги Катрины Дюкри (фр. Catherine Ducry; 1746—1795). Вступил на службу 10 апреля 1781 года солдатом пехотного полка Бурбонне. 11 апреля 1782 года переведён в Шампанский пехотный полк. В 1782-83 годах воевал в Америке. 14 апреля 1790 года вышел в отставку.
С началом Революционных войн вновь взял в руки оружие, и 20 июня 1793 года был назначен старшим адъютантом 11-го батальона волонтёров Жиронды. Служил в Армии Западных Пиренеев. 29 ноября 1793 года его батальон в ходе первой амальгамы влился в состав 148-й полубригады. 27 июня 1794 года был произведён в командиры батальона, а 21 марта 1795 года – в полковники, и назначен командиром 148-й полубригады. 19 февраля 1797 года 148-я полубригада в ходе второй амальгамы влилась в 34-ю полубригаду линейной пехоты. Маза служил поочерёдно в Армии Берегов Океана под началом Гоша, в Альпийской и Итальянской армиях. В 1797 году имея под рукой лишь четырёх драгун вошёл в город Карпантры (Воклюз), и захватил оружие, принадлежащее 4000 мятежникам, контролировавшим город. В битве при Нови действовал с большим бесстрашием во главе своей полубригады, произвёл несколько умелых атак, парализовав действия неприятеля. 19 апреля 1800 года успешно атаковал Монте-Сан-Джакомо силами 34-го линейного и 7-го лёгкого. 28 мая 1800 года действуя в составе дивизии Сюше в районе реки Вар, Маза атаковал укреплённые позиции, прикрывающие передвижения австрийцев, заставил их отступить, взял четыре пушки и около 300 пленных. В его личном деле была записано: «Этот офицер возглавлял 34-ю полубригаду линейной пехоты в двадцати шести боях, в одной осаде и в трёх сражениях; везде он проявлял пример стойкости и мужества, демонстрировал военные знания. Его действия заслуживают высокой оценки».
Вернувшись во Францию после заключения мира, он находился в гарнизоне Лонгви. 28 ноября 1801 года Мюрат написал военному министру письмо: «Посылаю вам, гражданин министр, отчёт генерала Кенеля о полученных вами жалобах на гражданина Маза, командира 34-й полубригады. Из зафиксированных там фактов следует, что этот командир бригады больше не может оставаться во главе корпуса, которым он командует, и что командир батальона Видаль также должен быть отстранен. Поэтому я предлагаю вам, гражданин министр, заменить первого гражданином Бернаром из 69-го полка, назначенным командиром бригады на поле битвы при Абукире. Его нравственность, его таланты и, прежде всего, его дух примирения вскоре восстановят порядок в организме, который вы ему доверили. В то же время я предлагаю вам перевести командира батальона Видаля в другую полубригаду». Однако в решении от 3 июня 1802 года Наполеон решил всё же оставить Маза во главе полубригады.
5 октября 1803 года Маза был переведён командиром в 14-й полк линейной пехоты, который входил в состав дивизии Сент-Илера в лагере Сент-Омер. Принимал участие в Австрийской кампании 1805 года в рядах 4-го армейского корпуса Великой Армии. В ходе Аустерлицкого сражения 14-й линейный проявил чудеса храбрости. Полк потерял двадцать человек убитыми и сотни ранеными. Среди погибших оказался и замечательный полковник Маза, убитый пулей в 11 часов утра. Он оказался единственным умершим офицером в полку.
В 1811 году была издана книга «Руководство для унтер-офицеров французской пехоты в поле, на марше, в расквартировании и в гарнизоне», написанная полковником Маза.

## Воинские звания
- Солдат (10 апреля 1781 года);
- Капитан (3 июля 1793 года);
- Командир батальона (27 июня 1794 года);
- Полковник (21 марта 1795 года).

## Награды
Легионер ордена Почётного легиона (11 декабря 1803 года)
 Офицер ордена Почётного легиона (14 июня 1804 года)